# Condado de Saginaw
El condado de Saginaw (en inglés: Saginaw County), fundado en 1835, es un condado del estado estadounidense de Míchigan. En el año 2000 tenía una población de 210.039 habitantes con una densidad de población de 100 personas por km². La sede del condado es Saginaw.

## Geografía
Según la oficina del censo el condado tiene una superficie total de 2113 km² (815,8 mi²), de los que 2095 km² (808,9 mi²) son tierra y 18 km² (6,9 mi²) (0,84%) son agua. Dispone de varios lagos y ríos entre los que cabe destacar el río Cass.

### Condados adyacentes
- Condado de Bay - noreste
- Condado de Midland - noroeste
- Condado de Tuscola - este
- Condado de Gratiot - oeste
- Condado de Genesee - sureste
- Condado de Shiawassee - sur
- Condado de Clinton - suroeste

### Principales carreteras y autopistas
- Interestatal 75
- Interestatal 675
- U.S. Autopista 23
- Carretera estatal 13
- Carretera estatal 15
- Carretera estatal 46
- Carretera estatal 47
- Carretera estatal 52
- Carretera estatal 54
- Carretera estatal 57
- Carretera estatal 58
- Carretera estatal 81
- Carretera estatal 83
- Carretera estatal 84

### Espacios protegidos
En este condado se encuentra el refugio nacional para la vida salvaje de Shiawassee.

## Demografía
Según el censo del 2000 la renta per cápita media de los habitantes del condado era de 38.637 dólares y el ingreso medio de una familia era de 46.494 dólares. En el año 2000 los hombres tenían unos ingresos anuales 40.514 dólares frente a los 25.419 dólares que percibían las mujeres. El ingreso por habitante era de 19.438 dólares y alrededor de un 13,90% de la población estaba bajo el umbral de pobreza nacional.

## Lugares

### Ciudades
- Frankenmuth
- Saginaw
- Zilwaukee

### Villas
- Birch Run
- Chesaning
- Merrill
- Oakley
- St. Charles

### Lugares designados por el censo
- Bridgeport
- Buena Vista
- Burt
- Freeland
- Hemlock
- Robin Glen-Indiantown
- Shields

### Comunidades no incorporadas
| - Alicia - Blumfield Corners - Brady Center - Brant - Carrollton - Chapin - Clausedale | - Crow Island - Dice - Fenmore - Fergus - Fordney - Fosters - Frankentrost | - Frost - Galloway - Garfield - Gera - Groveton - Indiantown - Iva | - Kochville - Lakefield - Lawndale - Layton Corners - Luce - Marion Springs - Morseville | - Nelson - Orr - Racy - Paines - Parshallburg - Roosevelt - Shattuckville | - Swan Creek - Taymouth |

### Municipios
| - Municipio de Albee - Municipio de Birch Run - Municipio de Blumfield - Municipio de Brady - Municipio de Brant - Municipio de Bridgeport Charter - Municipio de Buena Vista Charter - Municipio de Carrollton - Municipio de Chapin | - Municipio de Chesaning - Municipio de Frankenmuth - independiente de la ciudad Frankenmuth - Municipio de Fremont - Municipio de James - Municipio de Jonesfield - Municipio de Kochville - Municipio de Lakefield - Municipio de Maple Grove - Municipio de Marion | - Municipio de Richland - Municipio de Saginaw Charter - independiente de la ciudad Saginaw - Municipio de Spaulding - Municipio de St. Charles - Municipio de Swan Creek - Municipio de Taymouth - Municipio de Thomas - Municipio de Tittabawassee - Municipio de Zilwaukee - independiente de la ciudad Zilwaukee |